# 역사야 놀자
《역사야 놀자》는 2007년 4월 30일부터 월요일마다 KBS 1TV에서 방송되었던 어린이 역사 교육 프로그램이다. 한국의 역사를 어린이들의 수준에 맞게 다루었으며, 이광용 아나운서와 어린이 1명, 역사교사 1명이 출연하였다.